# Joe Flynn
Joe Flynn est un acteur américain né le 8 novembre 1924 à Youngstown (Ohio), et mort le 19 juillet 1974 par noyade à Beverly Hills (Californie).

## Biographie
En 1963, il signe un premier rôle aux Studios Disney dans Après lui, le déluge. Il participera ensuite à près d'une dizaine de films du studio, dont Un amour de Coccinelle (1968), et prêtera sa voix au personnage de Snoops dans Les Aventures de Bernard et Bianca (1977), sorti après son décès.
Il s'est noyé accidentellement dans sa piscine le 19 juillet 1974. Il n'avait alors que 49 ans.

## Filmographie partielle
- 1958 : Le Démon de midi (This Happy Feeling), de Blake Edwards : Docteur McCafferty
- 1961 : Opération Geishas (Cry for Happy) de George Marshall :  MacIntosh
- 1963 : Après lui, le déluge  (Son of Flubber), de Robert Stevenson : Annonceur à la télévision
- 1967 : Divorce à l'américaine (Divorce American Style), de Bud Yorkin : Lionel Blandsforth
- 1968 : Un amour de Coccinelle (The Love Bug), de Robert Stevenson  : Havershow
- 1969 : L'Ordinateur en folie (The Computer Wore Tennis Shoes), de Robert Butler  : Dean Higgins
- 1971 : La Cane aux œufs d'or (The Million Dollar Duck), de Vincent McEveety : Fortuné Hooper
- 1972 : Pas vu, pas pris (Now You See Him, Now You Don't), de Robert Butler : Dean Higgins
- 1975 : L'Homme le plus fort du monde (The Strongest Man in the World), de Vincent McEveety : Dean Higgins
- 1977 : Les Aventures de Bernard et Bianca (The Rescuers) : Snoops (voix)